# Nabucco (plynovod)

Plánovaná trasa plynovodu

Plynovod Nabucco je název dosud nepostaveného plynovodu, který má podle plánu za cíl snížit závislost států Evropské unie na ruských dodávkách plynu. Tento plynovod má přivést kaspický plyn do Rakouska přes balkánské státy. Jen přes Ukrajinu pošle Rusko do Evropy 120 miliard kubíků plynu za jeden rok. Kapacita Nabucca by měla být nanejvýš 31 miliard kubíků, přesto by to vedlo k větší diverzifikaci zdrojů.

## Historie
Přípravy tohoto projektu začaly v únoru v roce 2002, kdy proběhla první jednání mezi rakouskou OMV a tureckou společností Botas. V červnu 2002 pět společností (OMV z Rakouska, MOL z Maďarska, RWE z Německa, Bulgargaz z Bulharska, rumunský Transgaz a Botas z Turecka) podepsalo protokol o záměru na stavby plynovodu Nabucco, následuje dohoda o spolupráci v říjnu 2002. V prosinci roku 2003 dala EU grant projektu ve výši 50 % odhadovaných celkových nákladů na studie proveditelnosti, včetně analýzy trhu, technické, ekonomické a finanční studie. Oživení projektu přinesla v roce 2009 hlavně plynová krize, kdy přes Ukrajinu netekl ruský plyn dál a jeden ruský plynovod byl tak prakticky zcela odstaven.

## Nejistá budoucnost
Skutečná realizace stavby tohoto plynovodu je však nejistá, protože EU zatím nedohodla podmínky např. spolufinancování. Nabucco má navíc silnou konkurenci hlavně ruských projektů, které si kladou za cíl stavbu dalších plynovodů z Ruska do Evropy (plynovody Nord Stream, South Stream). Tři členové konsorcia firem, které mají budovat plynovod Nabucco (ÖMV, MOL a Bulgargaz) již uzavřely smlouvu s Gazpromem na plynovod South Stream, což vyvolává otázku konfliktu zájmů. Některé evropské vlády (například Německo, Francie a Itálie), které mají dlouhodobé dohody s Gazpromem o přínosu plynovodu Nabucco, nejsou zcela přesvědčeny.
V roce 2009 na summitu v Budapešti EU rozhodla nefinancovat výstavbu Nabucca, ale přispěla 250 miliony eur na prostředek, který má zajistit půjčky bank za lepších podmínek než jsou nabízeny na trhu. Další problémem je, že země, které by měly plyn dodávat, se zdráhají za těchto nejistých podmínek slíbit dodávky. Turecko chce navíc být prostředníkem a vydělávat na přeprodeji plynu, ne pouze pobírat tranzitní poplatky, což situaci komplikuje. Turci si navíc nárokují, aby až 35 % kapacity plynovodu mohli použít pro vnitřní spotřebu a přitom neplatit tranzitní poplatky. Jedním z potenciálně možných dodavatelů zemního plynu je i Írán, který má zásoby na to, aby z vlastních zdrojů naplnil celé Nabucco. Tuto možnost ale nepreferují USA. Rusko skupuje plyn i jeho naleziště ve Střední Asii a jednostranně uznalo nezávislost separatistických území v Gruzii a v těchto místech by měla vést také jedna část potrubí k Nabuccu.
V červenci 2009 byla v Ankaře podepsána dohoda, že bude Nabucco vybudován. V roce 2011 od projektu coby vedlejší poskytovatel odešel Ázerbájdžán (společnost Azerbajdžana – GNKAR), který dal přednost dohodě s Tureckem a projektu Transanatolského plynovodu. 23. dubna 2012 řekl Viktor Orbán, maďarský premiér, že z konsorcia pro výstavbu Nabucco vystoupila maďarská naftařská společnost MOL a v polovině května informoval o odstoupení německý koncern RWE. 25. května uvedla britská nadnárodní společnost British Petroleum, že nebude dodávat plyn přes plynovod Nabucco.